# San José de Valenzuela
San José de Valenzuela är en ort i Mexiko.   Den ligger i kommunen Batopilas och delstaten Chihuahua, i den nordvästra delen av landet, 1 200 km nordväst om huvudstaden Mexico City. San José de Valenzuela ligger 468 meter över havet och antalet invånare är 142.
Terrängen runt San José de Valenzuela är kuperad åt sydväst, men åt nordost är den bergig. San José de Valenzuela ligger nere i en dal. Runt San José de Valenzuela är det mycket glesbefolkat, med 6 invånare per kvadratkilometer. Närmaste större samhälle är Batopilas, 11,3 km norr om San José de Valenzuela. I omgivningarna runt San José de Valenzuela växer huvudsakligen savannskog.